# Шевченко, Владимир Дмитриевич
 Влади́мир Дми́триевич Шевче́нко  (укр. Володимир Дмитрович Шевченко; 31 июля 1946, Омск — 24 октября 2012, Киев) — артист цирка (дрессировщик тигров и львов, воздушный гимнаст, акробат), режиссёр, педагог. Народный артист СССР (1988).

## Биография
Родился 31 июля 1946 года (по другим источникам — 31 июня и в 1947 году) в Омске, в цирковой семье.
В 1967 году окончил Государственное училище циркового и эстрадного искусства (ГУЦЭИ) по классу гимнастики и акробатики, в 1985 — Государственный институт театрального искусства имени А. Луначарского (ГИТИС) по специальности «режиссёр цирка и театра» (оба в Москве).
В 1967 году был принят на работу в «Союзгосцирк» как артист-дрессировщик хищных животных.
С 1968 года — артист-дрессировщик, руководитель аттракциона «Львицы», затем аттракционов «Львы и львицы», «Львицы и тигры», «Тигры — наездники на лошадях».
Вместе с женой Людмилой создал аттракцион «Среди хищников» — в выступлении участвуют до десяти хищников, а пара артистов выполняет акробатические трюки и даже танцует, почти не замечая острых когтей и клыков, играя с львицами как с котятами, выдрессированными согласно новым приёмам дрессуры, разработанным самими Шевченко.
В 1973 году переехали с женой в Киев.
С 1970 по 1996 год — художественный руководитель и директор Украинского циркового коллектива в системе «Союзгосцирка».

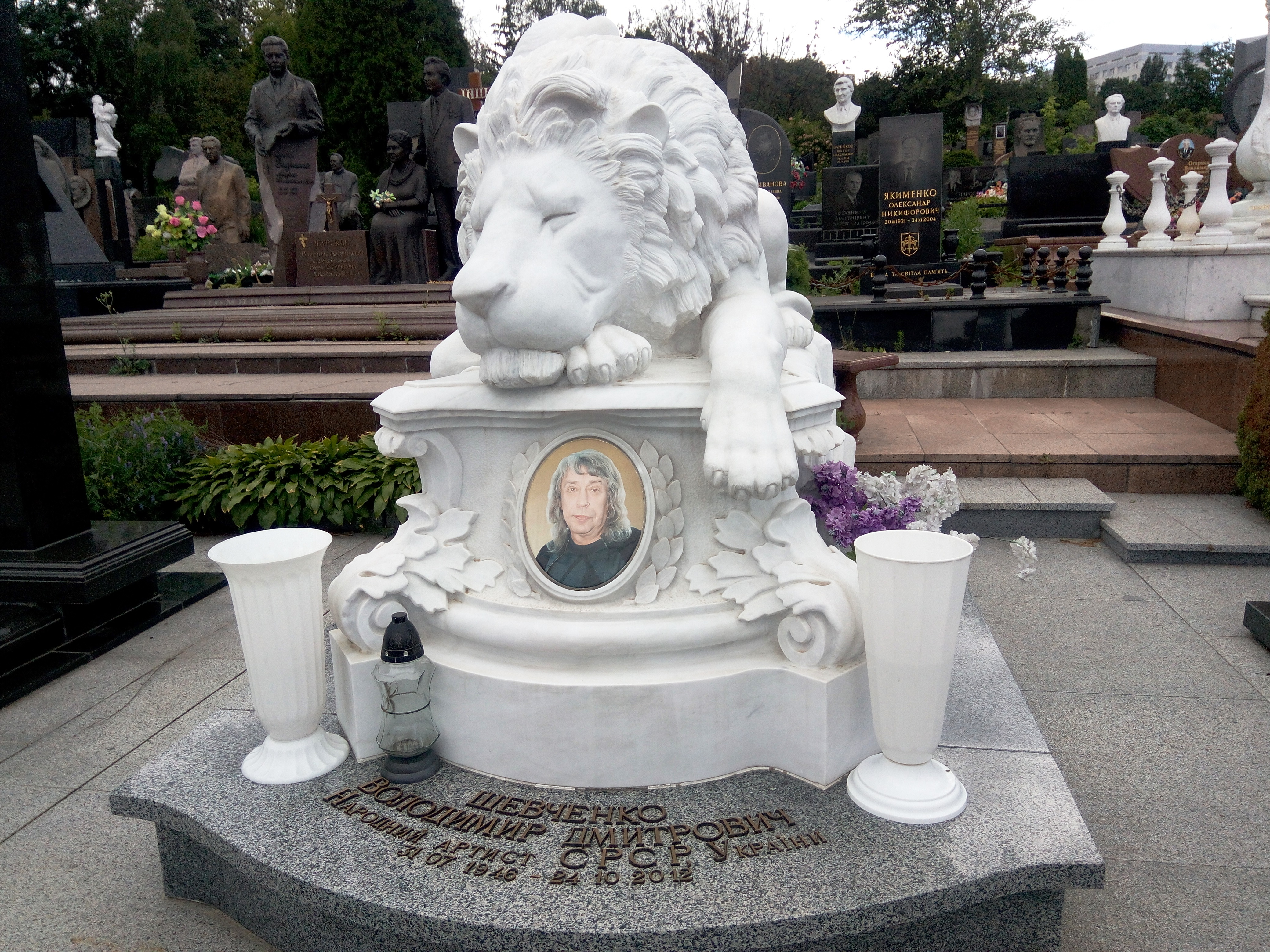
Надгробие Владимира Шевченко на Байковом кладбище

С 2000 года — художественный руководитель, с 2007 — генеральный директор — художественный руководитель Национального цирка Украины.
Гастролировал по городам СССР и за рубежом (Италия, Франция, США, Япония, Германия, Великобритания, Чехия, Румыния и другие страны мира).
Преподавал в Киевском театральном институте имени И. Карпенко-Карого — руководитель курса режиссёров цирка. Кандидат искусствоведения.
Умер 24 октября 2012 года в Киеве. Похоронен на Байковом кладбище.

## Семья
- Отец — Дмитрий Терентьевич Шевченко, дрессировщик
- Мать — Александра Александровна Александрова, дрессировщица
- Жена — Людмила Алексеевна Шевченко (род. 1945), артистка цирка (дрессировщица тигров и львов, воздушная гимнастка, акробатка), режиссёр. Народная артистка СССР (1988). С октября 2012 года занимает должность генерального директора — художественного руководителя Национального цирка Украины.

## Награды и звания
- Дипломант Всесоюзного смотра новых произведений циркового искусства, посвященного 100-летию со дня рождения В. И. Ленина (1970)
- Заслуженный деятель искусств Украинской ССР (1976)
- Народный артист Украинской ССР (1979)
- Народный артист СССР (1988)
- Орден князя Ярослава Мудрого IV степени (2011)
- Орден князя Ярослава Мудрого V степени (2006)[6]
- Орден «Звезда дружбы народов» 3 степени (ГДР)
- Медаль имени В. Дурова (Министерство культуры ГДР)
- Награда «Серебряная ветвь» (Италия)
- Награда «Золотой орёл» (Япония)
- Золотая медаль Парижа
- Золотая медаль Международной лиги артистов цирка и варьете (Франция, 1984)
- Почётный гражданин Парижа
- Академик Российской национальной академии циркового искусства[7].

## Фильмография
- 1965 — Гиперболоид инженера Гарина — эпизодическая роль
- 1984 — Рассмешите клоуна — Владимир Дмитриевич, дрессировщик хищников